# 惡魔拉法頌
《惡魔拉法頌》是桃森三好所創作的日本漫畫，連載於集英社旗下少女漫畫雜誌《瑪格麗特》2007年第2號至2011年第9號，發行單行本共13冊。
2021年，續作漫畫《惡魔拉法頌 Encore》（悪魔とラブソング アンコール）於《瑪格麗特》第10、11合併號開始連載，講述主角高中畢業後的故事。5月25日起發行《惡魔拉法頌》的新装再篇版本，共8冊。同年獲Hulu翻拍為連續劇，淺川梨奈、飯島寬騎雙人主演，6月19日上架全部集數，共8集。

## 故事概要
可愛真理亞從縣內名校聖加多里亞女子中學轉學到十塚學園高中。她來到學校第一天就公言自己是因為打老師才會退學，加上她直來直往的言行，讓她在班上不受歡迎。不過，她在神田優介的影響下，開始學習如何圓滑地待人。

## 登場角色
可愛真理亞
本作主角。外貌可愛，但性格直來直往，常得罪人。歌聲非常好聽。
神田優介
在班上男女同學間都很受歡迎。教真理亞以裝可愛圓滑地待人。
目黑伸
優介的好友，也是班上少數友待真理亞的人。在真理亞受傷後將她背到醫院。很早就喜歡上真理亞。
甲坂友世
真理亞的同學。在班上被喚作「二八」（ニッパチ）。被同學強迫去欺負真理亞。
中村亞由
真理亞的同學。在敵視真理亞的小圈子裏是中心人物。
井吹葉奈
因哮喘入院，其後才回到學校。

## 出版書籍
| 卷數 | 集英社         | 集英社                 | 東立出版社    | 東立出版社             |
| 卷數 | 發售日期       | ISBN                   | 發售日期      | ISBN                   |
| ---- | -------------- | ---------------------- | ------------- | ---------------------- |
| 1    | 2007年7月25日  | ISBN 978-4-08-846193-9 | 2009年1月5日  | ISBN 978-986-10-2441-7 |
| 2    | 2007年10月25日 | ISBN 978-4-08-846221-9 | 2009年1月14日 | ISBN 978-986-10-2442-4 |
| 3    | 2008年2月25日  | ISBN 978-4-08-846263-9 | 2009年2月11日 | ISBN 978-986-10-2443-1 |
| 4    | 2008年5月23日  | ISBN 978-4-08-846294-3 | 2009年2月27日 | ISBN 978-986-10-2444-8 |
| 5    | 2008年9月25日  | ISBN 978-4-08-846333-9 | 2009年3月11日 | ISBN 978-986-10-2557-5 |
| 6    | 2009年2月25日  | ISBN 978-4-08-846382-7 | 2009年5月8日  | ISBN 978-986-10-3357-0 |
| 7    | 2009年6月25日  | ISBN 978-4-08-846417-6 | 2009年10月1日 | ISBN 978-986-10-3942-8 |
| 8    | 2009年10月23日 | ISBN 978-4-08-846452-7 | 2010年3月11日 | ISBN 978-986-10-4636-5 |
| 9    | 2010年2月25日  | ISBN 978-4-08-846493-0 | 2010年7月21日 | ISBN 978-986-10-5298-4 |
| 10   | 2010年6月25日  | ISBN 978-4-08-846534-0 | 2010年10月7日 | ISBN 978-986-10-5946-4 |
| 11   | 2010年10月25日 | ISBN 978-4-08-846578-4 | 2011年1月28日 | ISBN 978-986-10-6668-4 |
| 12   | 2011年1月25日  | ISBN 978-4-08-846611-8 | 2011年9月23日 | ISBN 978-986-10-7255-5 |
| 13   | 2011年5月25日  | ISBN 978-4-08-846652-1 | 2012年1月5日  | ISBN 978-986-10-8014-7 |

## 迴響
2013年，本作獲美國圖書館協會轄下青少年圖書館服務協會（YALSA, Young Adult Library Services Association）選為55本「優秀青少年圖畫小說」（Great Graphic Novels for Teens）之一。

## 電視劇
2020年2月20日，Hulu和《瑪格麗特》宣佈合作推出「瑪格麗特 Love Stories」網絡劇系列，計劃持續地將《瑪格麗特》的漫畫作品翻拍為連續劇。首部獲改編為連續劇的作品是《NG妹大改造》。當時已公佈《惡魔拉法頌》和小村鮎海《神的偏心》（神様のえこひいき）亦將會獲改編為連續劇。
2021年3月17日，正式宣佈《惡魔拉法頌》改編連續劇的詳情。劇集為「瑪格麗特 Love Stories」系列的第2部作品，將於6月上架，淺川梨奈、飯島寬騎雙人主演，吉田惠里香、蛭田直美編劇，横尾初喜執導。3月31日，宣佈上架日期為6月19日，並公佈奧野壯、小野花梨、山之內鈴和吉田志織會在劇中飾演要角。4月15日，公開主視覺圖，以及第1條宣傳影片；影片中有由淺川梨奈飾演的真理亞歌唱的片段。5月14日，公佈主題曲為女子組合FAKY主唱的《Take my hand》，並在YouTube上公開連續劇的片頭影片。5月14日，公開正式預告片。
《惡魔拉法頌》是淺川和飯島的首次合作。另外，飯島和奧野分別曾在和飾演主角，曾經一同演出。
淺川飾演的真理亞在《NG妹大改造》的最後一集中客串登場。
淺川和飯島為了拍攝，在拍攝開始前兩個月分別正式地學習唱歌和彈鋼琴。

### 演員列表
- 可愛真理亞：淺川梨奈
- 目黑伸：飯島寬騎
- 神田優介：奧野壯
- 中村亞由：小野花梨
- 甲坂友世：山之內鈴
- 井吹葉奈：吉田志織
- 堀部圭亮

## 外部連結
- 集英社特設網站（日語）
- 網絡劇官方網站（日語）